# Elli Stark
Elli Stark (* 1980 in Hamburg) ist eine deutsch-spanische Schauspielerin.

## Leben
Elli Stark wurde 1980 in Hamburg geboren.
Zwischen 2001 und 2004 studierte sie an der Münchener Schauspielschule mit einem Stipendium der M.-Wimmer-Stiftung.
Stark hatte ihr Fernsehdebüt 2006 in einer Folge der Fernsehserie Die Rosenheim-Cops. 2006 bis 2011 erhielt sie in der Fernsehserie SOKO München erstmals eine wiederkehrende Rolle. 2007 folgte ihr Spielfilmdebüt in dem Film Stellungswechsel.
Sie lebt in München.

## Filmografie
- 2001: Marienhof
- 2003: Ne Tüte voll Deutsch
- 2006: Die Rosenheim-Cops (Fernsehserie, Folge 6x01)
- 2006, 2011: SOKO München (SOKO 5113, Fernsehserie, 2 Folgen)
- 2007: Stellungswechsel
- 2008: Desperados on the Block
- 2009: Die Zone
- 2009: Wunschkonzert
- 2009: Tatort: Wir sind die Guten